# Miki Sugawara
Miki Sugawara (菅原 美希, Sugawara Miki) is een Japans voormalig voetbalster.

## Carrière
Sugawara speelde voor Iga FC Kunoichi.
Sugawara maakte op 17 mei 1998 haar debuut in het Japans vrouwenvoetbalelftal tijdens een wedstrijd tegen de Verenigde Staten. Zij nam met het Japans vrouwenvoetbalelftal deel aan de Aziatische Spelen 1998. Daar stond zij in drie de wedstrijden van Japan opgesteld en Japan behaalde brons op de Olympische Spelen. Ze heeft zeven interlands voor het Japanse vrouwenelftal gespeeld en scoorde daarin twee keer.

## Statistieken
| Japans vrouwenvoetbalelftal | Japans vrouwenvoetbalelftal | Japans vrouwenvoetbalelftal |
| Jaar                        | Wed.                        | Dlp.                        |
| --------------------------- | --------------------------- | --------------------------- |
| 1998                        | 7                           | 2                           |
| Totaal                      | 7                           | 2                           |